# Tipula (Acutipula) vadoni
Tipula (Acutipula) vadoni is een tweevleugelige uit de familie langpootmuggen (Tipulidae). De soort komt voor in het Afrotropisch gebied.